# Puente do Infante
El puente Infante Don Enrique, también conocido como puente del Infante (en portugués, Ponte do Infante), es un puente carretero sobre el río Duero que une Vila Nova de Gaia y Oporto  en Portugal.
Nombrado en honor del Infante Enrique, nacido en Oporto y es el último el puente construido entre Porto y Gaia. Fue construido para reemplazar la cubierta superior del puente de Luis I, reconvertido para la línea amarilla (Hospital de São João/Santo Ovídio) del Metro de Oporto. Se construyó justo aguas arriba del puente de Luis I, en el centro de la zona histórica, uniendo los barrios de Fontainhas (Oporto) y Serra do Pilar (Vila Nova de Gaia).
Fue objeto de un concurso internacional de proyecto y obra en junio de 1997, ganado por las ingenierías IDEAM Y AFA, encabezadas por los ingenieros Francisco Millanes Mato y Antonio Adáo da Fonseca, bajo la coordinación de José Antonio Fernández Ordóñez. Las empresas constructoras fueron NECSO & EDIFER en unión temporal (UTE).
La tipología es de Puente Arco de hormigón con tablero superior, tipo Maillart. El dintel superior o tablero es de hormigón postesado de 4,50 m de canto, apoyando cada 35 metros, a través de unos tabiques verticales en un arco poligonal inferior de 1,50 m de canto. Fue construido mediante avance en voladizos sucesivos desde ambas márgenes. En el tramo central, de 70 metros, confluyen dintel y arco, formando una sección cajón única de 6 m de canto.